# 小行星7544
小行星7544（英語：7544 Tipografiyanauka）是一颗围绕太阳公转的小行星。1976年10月26日，塔瑪拉·米哈伊洛夫那·斯米爾諾娃在克里米亚发现了此天体。
这颗小行星的绝对星等为11.55809187256247等。